# Fort Rock
Fort Rock az Amerikai Egyesült Államok északnyugati részén, Oregon állam Lake megyéjében elhelyezkedő önkormányzat nélküli település.

## Története
Névadója a település alapítója, Ray Nash által elnevezett szikla. Az 1908-ban megnyílt posta vezetője Josiah Thomas Rhoton volt. A település a Homestead Actsnek köszönhetően az első világháborúig virágzott.
Az 1900-as évek eleje óta működő benzinkút 2013 májusában bezárt. 2014 szeptemberében az állam bejelentette, hogy megkezdik a földalatti üzemanyag-tároló megtisztítását.
A településen templom és étterem is található. A Rock View Apartments nyugdíjasház 2012-ben leégett; a fenntartó a területet 2013-ban a történelmi társaság részére bocsátotta volna.

## Éghajlat
A település éghajlata mediterrán (a Köppen-skála szerint Csb).
| Hónap                         | Jan.  | Feb.  | Már. | Ápr. | Máj. | Jún. | Júl. | Aug. | Szep. | Okt. | Nov.  | Dec.  | Év    |
| ----------------------------- | ----- | ----- | ---- | ---- | ---- | ---- | ---- | ---- | ----- | ---- | ----- | ----- | ----- |
| Rekord max. hőmérséklet (°C)  | 8,5   | 12,2  | 14,8 | 19,3 | 25,2 | 27,4 | 32,0 | 31,6 | 28,2  | 23,1 | 13,8  | 6,9   | 32,0  |
| Átlagos max. hőmérséklet (°C) | 3,0   | 6,0   | 9,0  | 14,0 | 19,0 | 23,0 | 29,0 | 28,0 | 24,0  | 17,0 | 8,0   | 4,0   | 15,4  |
| Átlaghőmérséklet (°C)         | −3,0  | −1,0  | 1,0  | 4,0  | 8,0  | 11,0 | 15,0 | 14,0 | 10,0  | 6,0  |       | 3,0   | 5,7   |
| Átlagos min. hőmérséklet (°C) | −9,0  | −7,0  | −6,0 | −5,0 | −2,0 | 1,0  | 2,0  | 1,0  | −2,0  | −5,0 | −7,0  | −9,0  | −4,0  |
| Rekord min. hőmérséklet (°C)  | −16,0 | −15,6 | −9,2 | −8,0 | −5,0 | −1,8 | −1,4 | −1,8 | −5,2  | −8,8 | −16,4 | −18,4 | −18,4 |
| Átl. csapadékmennyiség (mm)   | 40    | 20    | 30   | 10   | 20   | 20   | 10   | 10   |       | 10   | 30    | 40    | 240   |
| Forrás: Weatherbase           |       |       |      |      |      |      |      |      |       |      |       |       |       |

## Múzeum
A település fennmaradt épületei (templom, nyaraló, orvosi rendelő, iskola, földhivatal és lakóházak) a Fort Rock-völgyi Történelmi Társaság által alapított Fort Rock Valley Historical Homestead Museum részét képezik, amelyet attól való félelmükben hoztak létre, hogy az épületeket lebontják vagy károsítják.

## Fordítás
- Ez a szócikk részben vagy egészben  a   Fort Rock, Oregon című angol Wikipédia-szócikk ezen változatának fordításán alapul.  Az eredeti cikk szerkesztőit annak laptörténete sorolja fel. Ez a jelzés csupán a megfogalmazás eredetét és a szerzői jogokat jelzi, nem szolgál a cikkben szereplő információk forrásmegjelöléseként.